# Kouklia
Kouklia (en griego: Κούκλια, en turco: Kukla) es un pueblo en el Distrito de Pafos, a unos 16 kilómetros de la ciudad de Pafos en la isla mediterránea de Chipre. El pueblo está construido en la zona de "Palaipaphos" (Viejo Pafos), mítico lugar de nacimiento de Afrodita, la diosa griega del amor y la belleza. El mito de la fundación se entreteje con Afrodita en todos los niveles, de manera que "Viejo Pafos" se convirtió en el centro de su culto en el mundo antiguo.

## Historia

### Antigüedad
Desde alrededor del 1200 a. C., Palepafos fue un importante centro religioso que con el tiempo atrajo gentes no solo de todo Chipre, sino también de otras zonas del Mediterráneo.
Los habitantes de Palepafos, en concreto de Kouklia, desde el período calcolítico (3900-2500 a. C.) adoraban a una diosa de la fertilidad que protegía la vida. La representaban como una mujer con las características obvias de la maternidad y modelaban figurillas de ella en piedra o arcilla, de las cuales las más grandes se convirtieron en objetos de adoración y sus contrapartes más pequeñas se llevaban alrededor del cuello como amuletos. Otras fueron colocadas en tumbas para proteger a los muertos. A partir de entonces parece que la adoración de una diosa de la fertilidad comenzó en toda la región de Pafos. Además, el mito de que Afrodita nació en la costa de Chipre, se puede vincular a la adoración de esta diosa de la fertilidad.

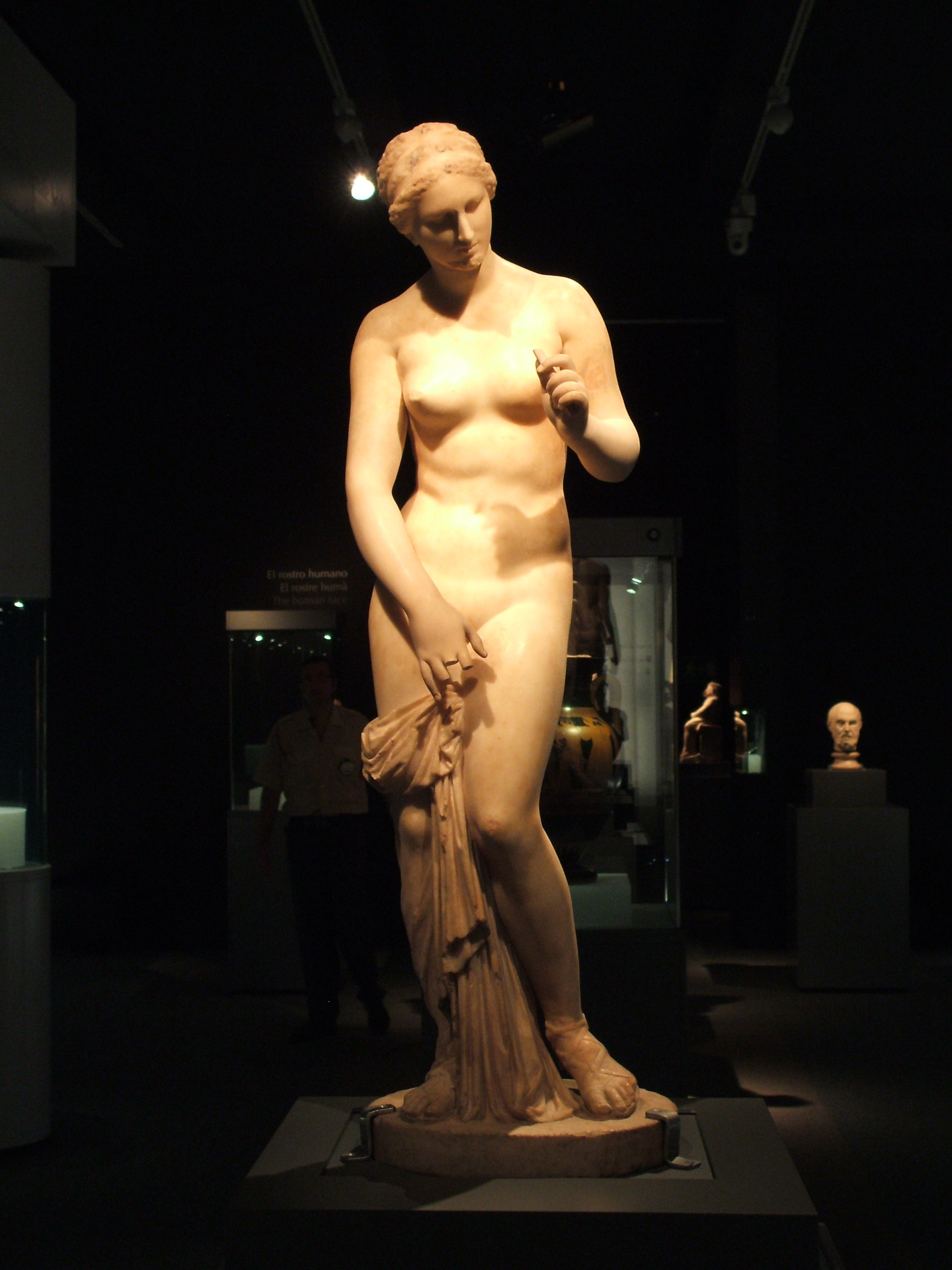
Afrodita

Desde el siglo XII a. C. en adelante, la adoración de esta diosa se vuelve particularmente brillante. Parece ser que antes de la llegada de los aqueos, Palepafos ya era una ciudad rica con un altar sagrado adornado dedicado a la diosa. La tradición sostiene que el rey Cíniras de Pafos era a la vez muy rico y un sacerdote de Afrodita. Otra leyenda cuenta que Agapenor, rey de Tegea y Arcadia, vino a Pafos tras la Guerra de Troya y fundó la ciudad y el altar sagrado de Afrodita. Los griegos, aparentemente impresionados por la grandeza de la diosa, construyeron un gran altar dedicado a ella, parte del cual aún pervive.
Un templo nunca fue construido para la diosa. En cambio, el altar sagrado se encontraba al aire libre, rodeado de muros y protegido con puertas de colores brillantes, según Homero. Ella no era adorada a través de una estatua, sino más bien con una piedra de forma cónica. Los clásicos lo describen como algo extraño, "una pirámide blanca de la que no se conoce el material". Esta piedra simbólica existía en Pafos desde la antigüedad y como la adoración de piedras en pie era una característica de las religiones orientales, la cercana Petra tou Romiou (roca de Afrodita) pudo ser la responsable del nacimiento allí del mito.
Esta piedra cónica fue encontrada cerca del altar sagrado y está ahora en exhibición en el Museo de Kouklia. Sin embargo, la piedra es de color negro, mientras que los antiguos la describieron como blanca, aunque pudo oscurecerse a lo largo de los siglos. La piedra estuvo en el altar sagrado hasta la llegada de los romanos, que la colocaron en el centro de un edificio abierto tripartito. El altar era ya muy conocido en la época de Homero como un lugar para quemar incienso. Se decía que tan maravilloso era el altar que cuando llovía la piedra no se mojaba.
También hubo ofrendas votivas con símbolos de cuernos de toro y columnas con forma del árbol de la vida. Había varios edificios que servían para las necesidades del altar sagrado y para el alojamiento del sacerdote de la diosa y su comitiva. Es también probable que existiera un jardín sagrado del que el pueblo cercano de Yeroskipou tomaría su nombre. Este probablemente estaba lleno de árboles y arbustos consagrados a Afrodita y con aves como las palomas que eran del agrado de la diosa. Representaciones en antiguas embarcaciones muestran personas entre los arbustos, las flores y pájaros. La adoración de la diosa era liderada por un sacerdote que dirigía las ceremonias. Algunas fuentes afirman que el primer sacerdote fue Cíniras. Sus descendientes continuaron como sacerdotes y fueron enterrados en el recinto del altar. Se sabe también que los reyes posteriores de Pafos serían también los sacerdotes. Tácito sin embargo, se refiere, en sus Historias que el sitio fue fundado por el rey Aerias.
En un ritual en honor a la diosa Astarté, con origen en las religiones orientales, pudieron haber tenido lugar "matrimonios sagrados" por los que un sacerdote se casaba con una sacerdotisa para asegurar la fertilidad de la tierra y la gente. Una idea de la imagen de la diosa se desprende de reliquias arqueológicas recuperadas que muestran a una mujer engalanada ricamente. La adoración de Afrodita fue particularmente intensa en el período antiguo con ceremonias religiosas representadas en artefactos tales como floreros o recipientes de bronce. Se hacían ofrendas a Afrodita que son descritas por los escritores clásicos en forma de bálsamo de Myra en la actual Anatolia. Los fieles también traían pasteles hechos con harina, aceite y libaciones obtenidas a partir de la miel. Ramas de árboles que los devotos traían eran bendecidas por la diosa, así como flores como las anémonas y las rosas, porque procedían de la sangre de Adonis y las lágrimas de Afrodita.
Hay información contradictoria acerca de si se hacían sacrificios de animales en el lugar, con algunas fuentes que afirman que el altar de la diosa no se manchó con sangre y que los cerdos nunca fueron sacrificados porque Afrodita odiaba a esos animales tras la muerte de Adonis por el ataque de un jabalí. Otras fuentes insisten en que los cerdos si fueron sacrificados.
Los fieles a veces ofrecían objetos que representaban a ellos mismos adorando a la diosa, ya sea en la forma de una mujer ricamente vestida o con Astarté desnuda. Otros dedicaban columnas decoradas con pinturas, estatuas, caros regalos y oro. Los escritos muestran que el altar sagrado de Afrodita fue ricamente decorado y que los romanos se llevaron muchos de sus tesoros a Roma.
Los Ptolomeos y los romanos intentaron traer la adoración a emperadores y a otros dioses para glorificar aún más el altar. Una moneda de la época muestra el altar sagrado con la piedra cónica todavía en su lugar.
Cada año, los hombres y mujeres de todo Chipre organizaban eventos musicales, teatrales, poéticos y deportivos desde el puerto de Nueva Pafos hasta la Vieja Pafos. Durante muchos siglos, la diosa era adorada en Palepafos porque la gente creía en su enorme poder y estaban convencidos de que ella daba vida y protección. Sin embargo, también sabían que podía ser peligrosa si le perdían el respeto.
La veneración de la diosa perdió su atractivo con el surgimiento del cristianismo. A partir del siglo segundo en adelante los altares de la diosa se abandonaron gradualmente. Fuertes terremotos en el siglo IV destruyeron el altar sagrado y sus "idólatras" materiales de construcción se utilizaron para levantar grandes edificios.

### Época medieval
Bajo el Imperio Bizantino (306-1191) el pueblo lo más probable es que fuera la propiedad del oficial bizantino conocido como el Kouvikoularios. En griego, la palabra kouvouklion significaba cámara sepulcral, pero también podía traducirse como residencia de los emperadores bizantinos. Los guardaespaldas de los emperadores bizantinos que custodiaban la residencia imperial se llamaban kouvikoularioi y con frecuencia se les concedía tierras como recompensa por sus servicios. Uno de estos guardia de corps es probable que se hubiera convertido en el capitán o propietario de la aldea por lo que fue nombrado Kou(vou)klia. En su lugar, si Kouklia no era propiedad de un kouvikoularios entonces era probablemente una zona salpicada de casas de campo para los funcionarios bizantinos.
El pueblo conservó el nombre de "Kouvouklia" hasta el inicio del gobierno de los francos en el siglo XII y fue abreviado a "Kouklia". Durante esta época, el pueblo era una gran finca real donde se cultivaba la caña de azúcar.
Con el gobierno otomano iniciado en 1571 y que se prolongó hasta 1870, Kouklia fue confiscada por los nuevos conquistadores y convertida en un feudo.

### Época contemporánea

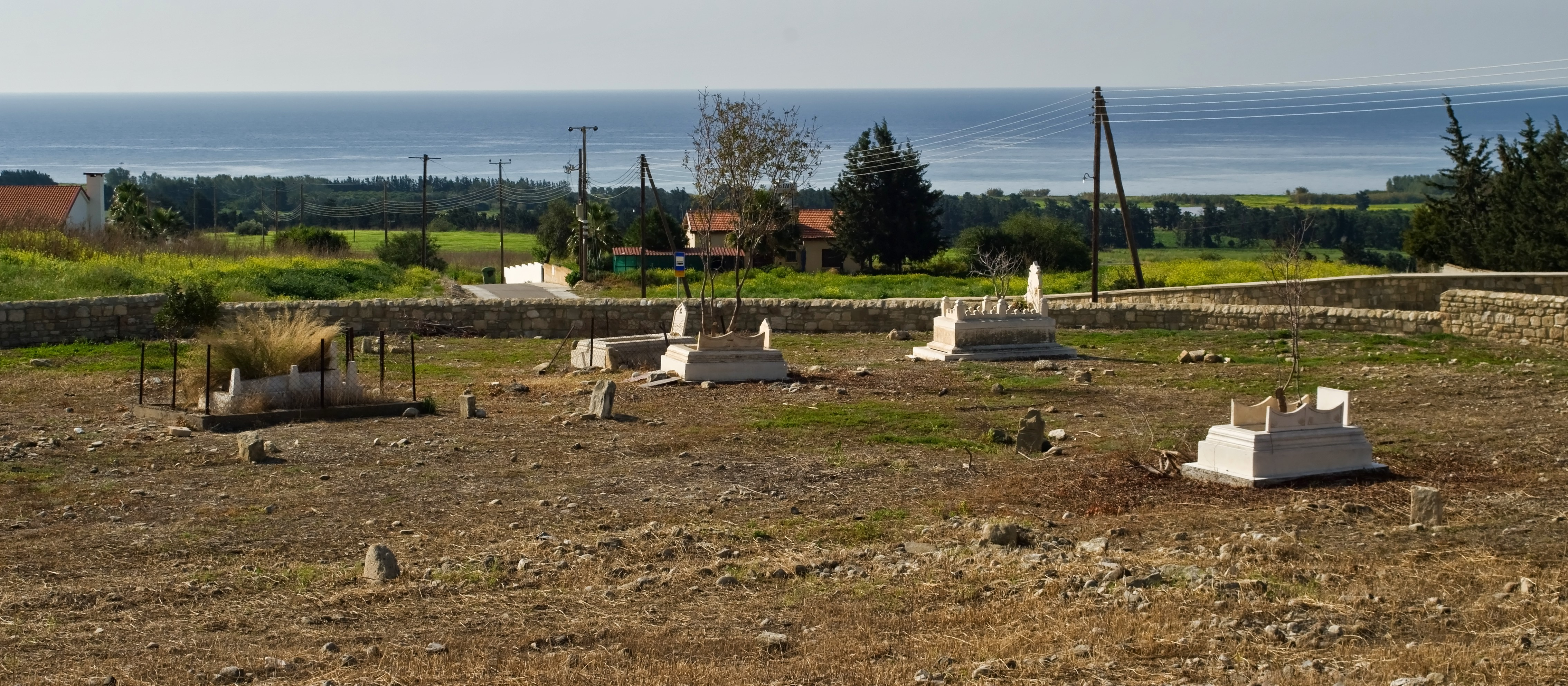
Viejo cementerio turco de la localidad

En 1881, la población de Kouklia era de 404 personas y creció hasta 520 en 1921. Para 1946, ese número había aumentado a 791 (437 grecochipriotas y 354 turcochipriotas) y en 1.973 a 1.110 (613 grecochipriotas, 494 turcochipriotas). Después de la invasión turca de 1974, los habitantes turcochipriotas de la aldea, bajo la influencia de sus líderes políticos, abandonaron el pueblo y se fueron a las áreas ocupadas. En 1976, la población de Kouklia era de 732 habitantes, que posteriormente se redujo a 681 en 1982 y a 669 en 2001. En 2011 volvió a crecer hasta los 892 habitantes.

## Arqueología
Toda la zona es un importante yacimiento arqueológico que incluye el templo de "Afrodita de Pafos" (Afrodita Pafia) y los restos de las fortificaciones de Palepafos. Varios artefactos están en exhibición en el museo arqueológico ubicado en una villa medieval al sur del pueblo.

## Geografía

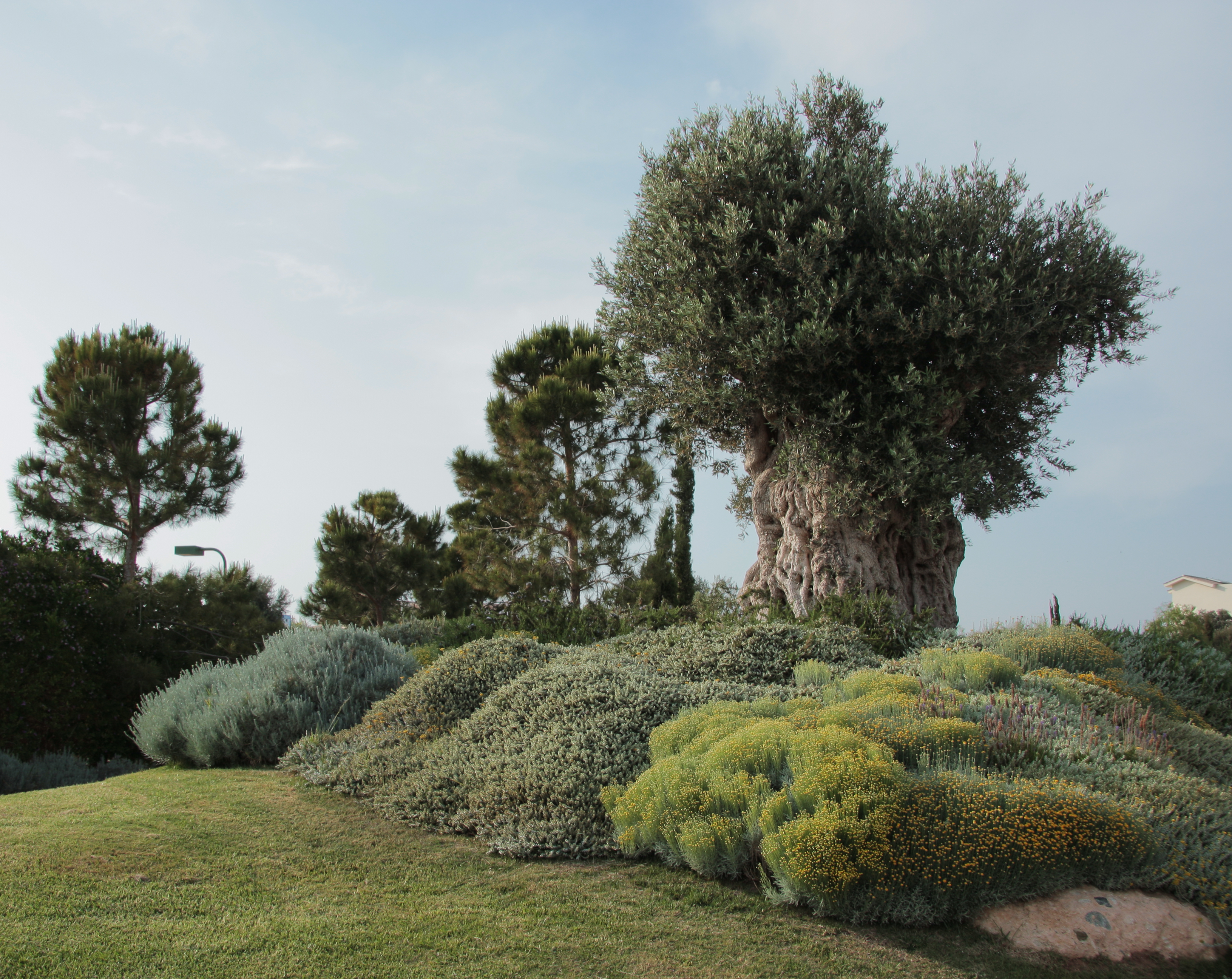
Vegetación de la zona

Kouklia recibe una precipitación media anual de alrededor de 420 milímetros. En la fértil tierra del pueblo se cultivan uvas (distintas variedades de uva de mesa), plátanos, diversos cítricos, aguacates, albaricoques, kiwis, aceitunas, algarrobas, legumbres, cacahuetes y una gran variedad de verduras. El Bosque de Randi en el sureste, así como parte de la Selva de Oreites en el noreste está dentro de los límites administrativos del municipio. La ganadería está bien desarrollada en la comunidad. Se plantaron palmeras en la principal calle en la entrada del pueblo.

## Turismo
La belleza natural de la región, la playa de Petra tou Romiou, los yacimientos arqueológicos de la zona, la proximidad al Resort de Aphrodite Hills y las vistas panorámicas del mar hacen de Kouklia un popular destino turístico.

## Villa

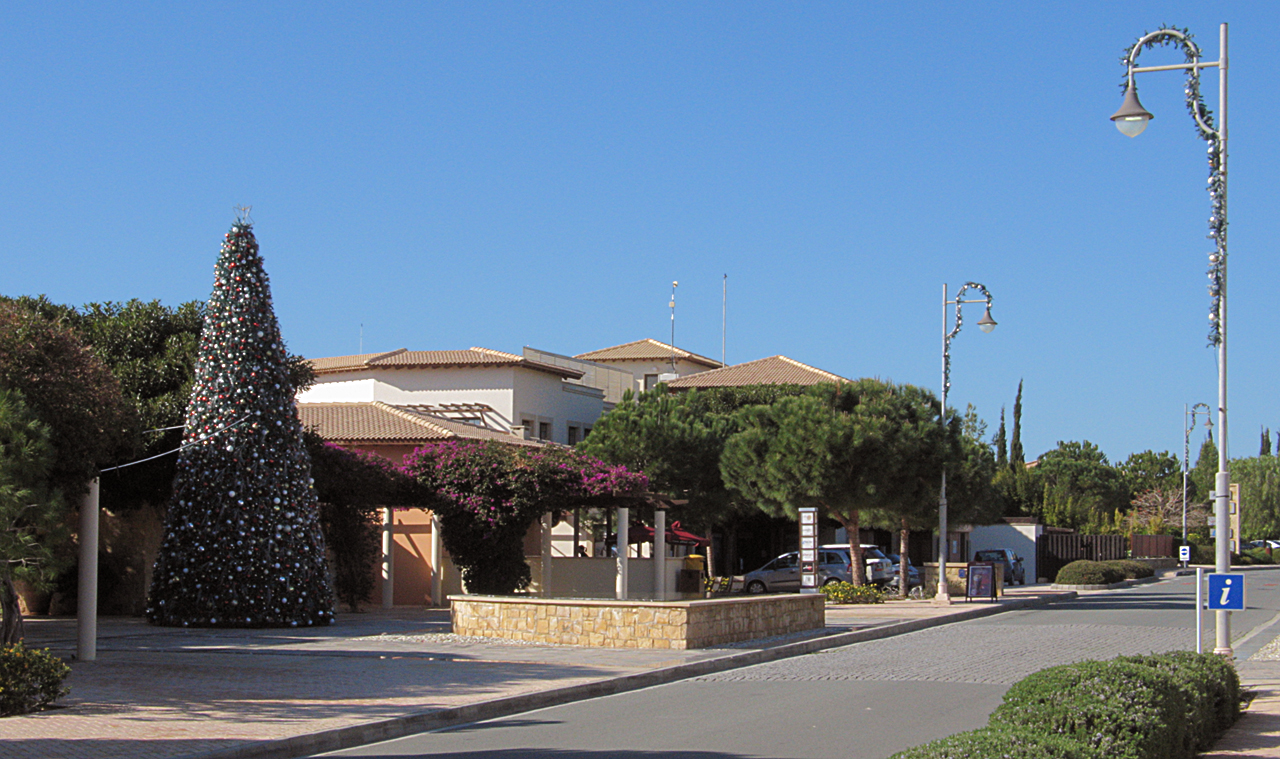
Resort de Aphrodite Hills

Hay una escuela regional de primaria en el pueblo, al que asisten los alumnos de Kouklia y del pueblo vecino de Nikokleia. También hay una estación de policía, un centro de salud y un vivero de propiedad estatal (invernadero). En la plaza del pueblo hay varios cafés y tavernas. La iglesia del Apóstol y evangelista Lucas se encuentra en la plaza central. Los habitantes son conocidos por su piedad y respeto por las capillas o sus ruinas. La mayoría de los habitantes del pueblo trabajan en la agricultura, algunos en las actividades relacionadas con el turismo, mientras que otros son empleados en el complejo Resort de Aphrodite Hills.

## Relaciones internacionales

### Ciudades hermanadas
- Lemnos, Grecia